# Faramea obtusifolia
Faramea obtusifolia är en måreväxtart som beskrevs av Johannes Müller Argoviensis. Faramea obtusifolia ingår i släktet Faramea och familjen måreväxter. Inga underarter finns listade i Catalogue of Life.